# بولینگ گرین (کنتاکی)
بوولینگ گرین (به انگلیسی: Bowling Green) شهری در ایالت کنتاکی کشور ایالات متحده آمریکا است که جمعیت آن در سرشماری سال ۲۰۱۰ میلادی، ۵۸٬۰۶۷ نفر بوده‌است.